# Vestale
Pour les articles homonymes, voir La Vestale.

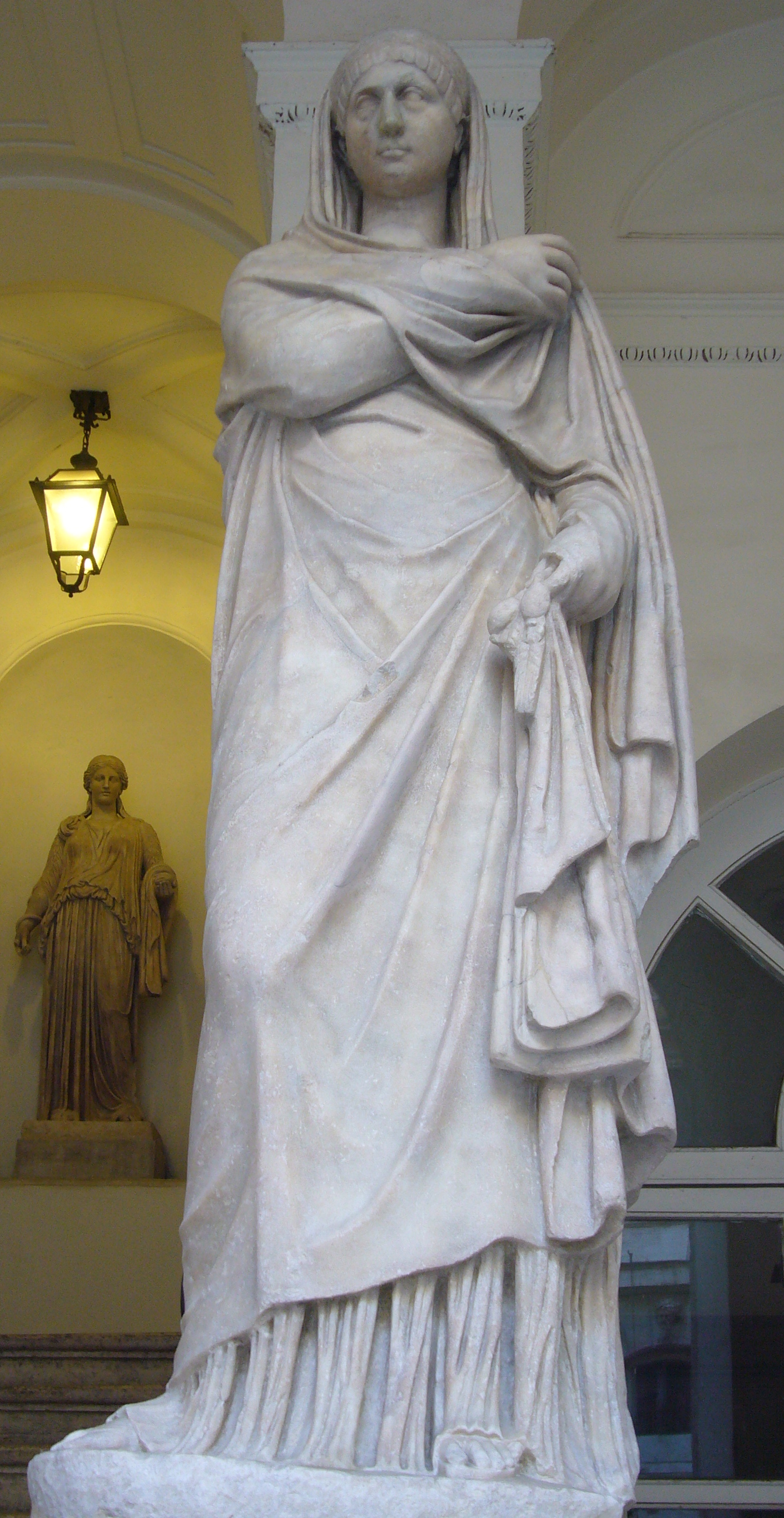
Statue de vestale, au musée du palais Braschi, à Rome.

Une vestale (en latin virgo vestalis) est une prêtresse de la Rome antique dédiée à Vesta.
Le collège des vestales et son bien-être sont considérés comme essentiels au maintien et à la sécurité de Rome. Elles doivent entretenir le foyer public du temple de Vesta situé dans le Forum romain.
Les vestales sont libérées des obligations sociales habituelles du mariage et de la maternité, et font vœu de chasteté pendant trente ans afin de se consacrer à l'étude et au respect des rituels de l'État qui sont interdits aux collèges de prêtres masculins.

## Histoire

### Sous la royauté et la république

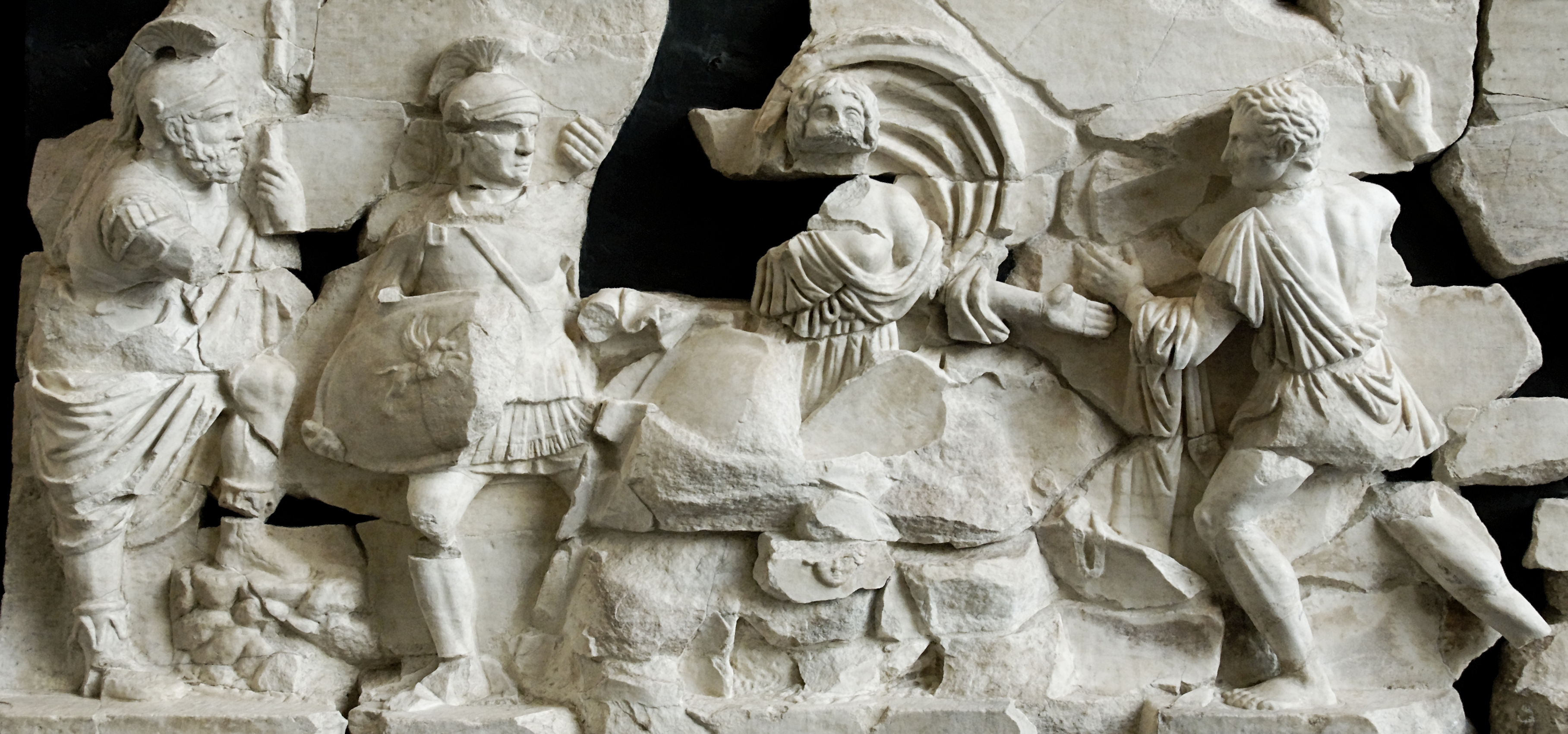
Tarpeia, une des premières vestales, qui après avoir livré le Capitole aux soldats sabins, est ensevelie sous les boucliers et les bracelets des Sabins.

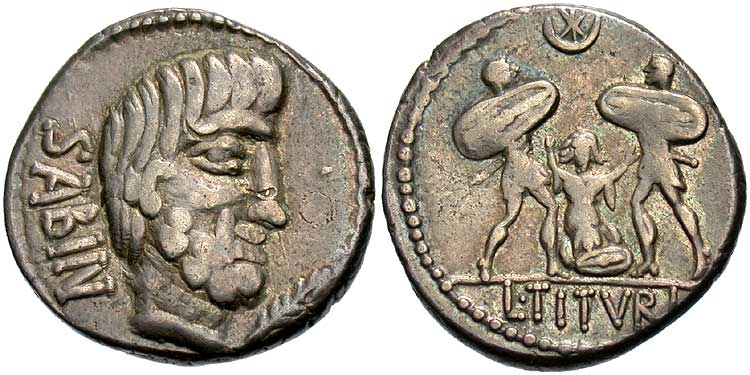
Denier de 89 av. J.-C. où l'on peut voir sur l'avers Tarpeia, une des premières vestales nommées, ensevelie sous les boucliers des Sabins.

Les historiens Tite-Live, Plutarque et Aulu-Gelle attribuent la création de la prêtrise des vestales au roi Numa Pompilius, deuxième roi légendaire de Rome, qui règne de 717 à 673 av. J.-C.
Selon Tite-Live, Numa leur attribue des salaires payés sur le trésor public. L'historien mentionne que la prêtrise de Vesta tire ses origines d'Albe la Longue.
Aulu-Gelle, érudit du IIe siècle, écrit que la première vestale prise à ses parents est emmenée par la main par Numa Pompilius.
Plutarque attribue la fondation du temple de Vesta à Numa, qui nomme d'abord deux prêtresses ; Servius Tullius, sixième roi de Rome, fait passer leur nombre à six,. Ambroise de Milan fait allusion à une septième vestale durant l'Antiquité tardive. Numa Pompilius fait également désigner le pontifex maximus pour surveiller les vestales. Pour l’historien grec Denys d'Halicarnasse, elles sont d'abord quatre, puis le cinquième roi de Rome, Tarquin l'Ancien, ajoute deux vierges sacrées. En tout état de cause, les vestales sont au nombre de six à l'époque historique,[pas clair].
Les premières vestales, selon l’écrivain romain Varron, s'appellent Gegania, Veneneia, Canuleia et Tarpeia. Tarpeia, fille de Spurius Tarpeius, est décrite comme une traîtresse dans la légende.
En 390 av. J.-C., lors de l'incursion des Gaulois dans Rome, les vestales sont mises en sécurité à Caere, ville étrusque voisine et amie de Rome : elles sont ainsi épargnées lors du sac de Rome.
En 273 av. J.-C., la vestale Sextilia, accusée d'adultère, est enterrée vive près de la porte Capène,.
Vers 204 av. J.-C., la vestale Claudia Quinta accueille miraculeusement la statue de la déesse Cybèle.
En 114 av. J.-C., l'inconduite des vestales Aemilia, Marcia et Licinia, qui multiplient les amants, est dénoncée par un esclave. Le grand pontife Lucius Caecilius Metellus Delmaticus ne condamne qu'Aemilia et acquitte les deux autres. L'affaire est rejugée l'année suivante par Lucius Cassius Longinus Ravilla à la demande du peuple indigné par le premier jugement, et les trois vestales sont exécutées.
Au Ier siècle av. J.-C., lorsque Sylla menace la vie du jeune Jules César pendant ses proscriptions, les vestales intercèdent en sa faveur et Sylla lui accorde son pardon.
En 73 av. J.-C., Catilina, accusé d'avoir eu une liaison criminelle avec la vestale Fabia — demi-sœur de Terentia, l'épouse de Cicéron —, est finalement acquitté.

### À l’époque impériale

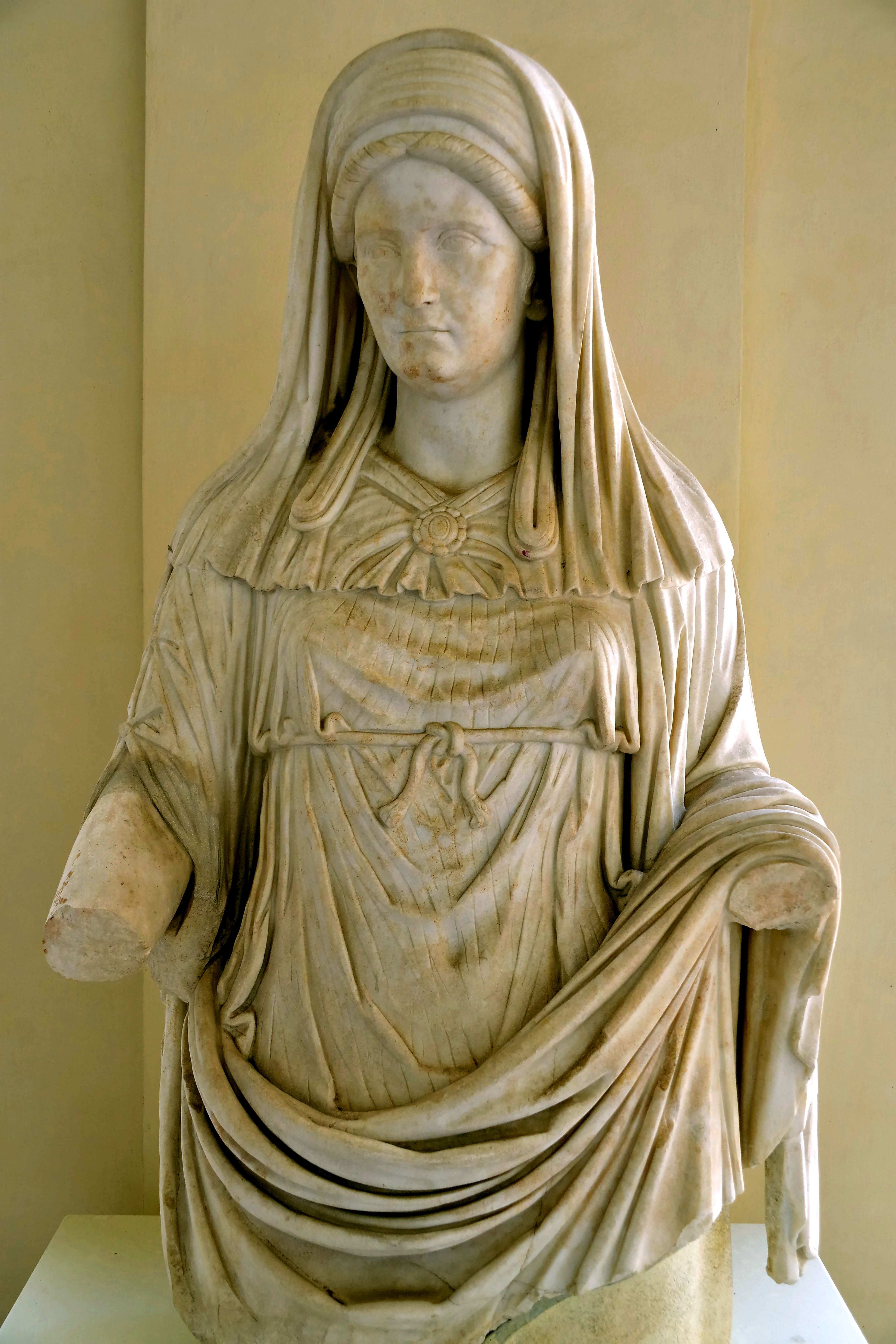
Statue d'une Vestalis Maxima datant du II.

L’empereur Auguste inclut les vestales dans toutes les grandes dédicaces et cérémonies. On leur attribue certains pouvoirs divins. Pline l'Ancien, par exemple, dans son Histoire naturelle, discutant de l'efficacité de la prière et des formules rituelles, écrit : « nous croyons que nos vestales retiennent sur place, par une simple prière, les esclaves fugitifs qui ne sont point encore sortis de Rome ».

L'historien Suétone signale une certaine désaffection des Romains pour cette institution au début de l’Empire : 

« comme le décès de l'une d’entre elles imposait le choix d’une remplaçante, voyant beaucoup de citoyens faire des démarches pour ne point soumettre leurs filles au tirage, il (Auguste) jura que si l’une ou l'autre de ses petites-filles avait eu l’âge requis, lui-même l’aurait offerte. »

— Suétone, Vie des douze Césars, Auguste, XXXI
Inversement, l’historien Tacite témoigne sous Tibère du zèle de deux familles patriciennes à proposer leur fille pour remplacer une défunte vestale. Tibère choisit celle dont les parents n’avaient jamais divorcé, et consola l’autre candidate d’une dot d’un million de sesterces.
Le respect accordé aux vestales reste grand. Personnes sacrées, elles sont intouchables, et nul ne peut leur interdire d'aller où bon leur semble, ce qui permet de leur confier des missions d'intermédiaires de dernier recours :
- en 48, Messaline, devinant que Claude va la condamner pour son inconduite, fait intervenir la grande vestale Vibidia en sa faveur, pour solliciter une rencontre avec son époux : « [Narcisse] ne put éloigner Vibidia, ni l'empêcher de demander que l'on ne fît point périr une épouse sans entendre sa défense »[16] ;
- en 69, lors de la guerre civile de l'année des quatre empereurs, les vestales apportent des propositions de négociation venant de Vitellius aux partisans de Vespasien[17].

Suétone signale un scandale sous Domitien (81-96) :

« Quant aux débordements sacrilèges des vestales, sur lesquels son père et son frère avaient fermé les yeux, il (Domitien) les punit avec sévérité, de différentes manières, d'abord de la peine capitale, ensuite selon la coutume des ancêtres. Il permit aux sœurs Oculata ainsi qu'à Varonilla de choisir leur supplice et relégua leurs séducteurs, mais plus tard Cornelia, la grande Vestale, autrefois acquittée, ayant après un long intervalle été accusée de nouveau et convaincue, il ordonna de l'enterrer vive et de flageller ses complices jusqu'à la mort, exception faite pour un ancien préteur qu'il condamna simplement à l'exil parce qu'il avait avoué son crime alors que l'affaire était encore mal éclaircie et que ni les enquêtes ni la torture ne permettaient de conclure. »

— Suétone, Vie des douze Césars, Domitien, VIII
L'affaire témoigne d’une dissolution des mœurs des vestales, du moins si les accusations sont exactes car l'instruction du procès de Cornelia est douteuse, et repose sur un témoignage extorqué. C'est le seul scandale rapporté par Suétone pour tout le Ier siècle, en dehors de l'insinuation d'un viol de vestale commis par Néron.
Après l'incendie qui ravage une partie du centre de Rome à la fin du règne de Commode, la Maison des vestales est reconstruite sous Septime Sévère. Au IIIe siècle, plusieurs statues et inscriptions honorifiques y sont élevées en l'honneur des grandes vestales ; ces monuments et leurs textes témoignent du maintien du prestige de la fonction, de la vitalité du culte, du recrutement social élevé des vestales et de l'étendue de leurs relations sociales.

### Dissolution de l’institution
L’empereur chrétien Théodose Ier interdit le culte païen en Orient le 8 novembre 392, puis se rend fin 394 à Rome après sa victoire sur l'usurpateur Eugène. Selon l’historien byzantin Zosime, il annonce au Sénat romain, qui refuse la conversion, que le fisc ne paiera plus les frais du culte et de sacrifice d'une religion que lui-même n'approuve pas. Cette décision vide de leur force les rites de la religion romaine antique, qui doivent être célébrés — et financés — au nom de l'État romain.
Après onze siècles d'existence, privé de ses moyens, le collège des vestales est aboli et le feu sacré est éteint. Zosime raconte comment Serena, épouse de Stilicon et nièce de Théodose, entre dans le temple, prend le collier de la statue de la déesse et le place à son propre cou. La plus ancienne des vestales restée sur place la maudit, elle, son mari et ses enfants, pour son impiété, mais cela ne préoccupe pas Serena. Pourtant, toujours d'après Zosime, Serena est alors soumise à de terribles rêves lui laissant présager une mort prématurée. Son mari Stilicon est exécuté sur ordre de l'empereur en 408, et Rome est prise et pillée en 410. En réponse aux rumeurs selon lesquelles le sac de Rome et la désintégration de son empire sont dus à la domination chrétienne et à son intolérance des anciens dieux — qui défendent la ville depuis plus de mille ans —, saint Augustin riposte en justifiant l'événement dans son ouvrage La Cité de Dieu.
Coelia Concordia, la dernière vestale et virgo vestalis maxima de l’histoire, quitte le collège des vestales après sa dissolution et finit, sur le tard, par se convertir au christianisme[réf. nécessaire].

## Statut

### Mode de sélection

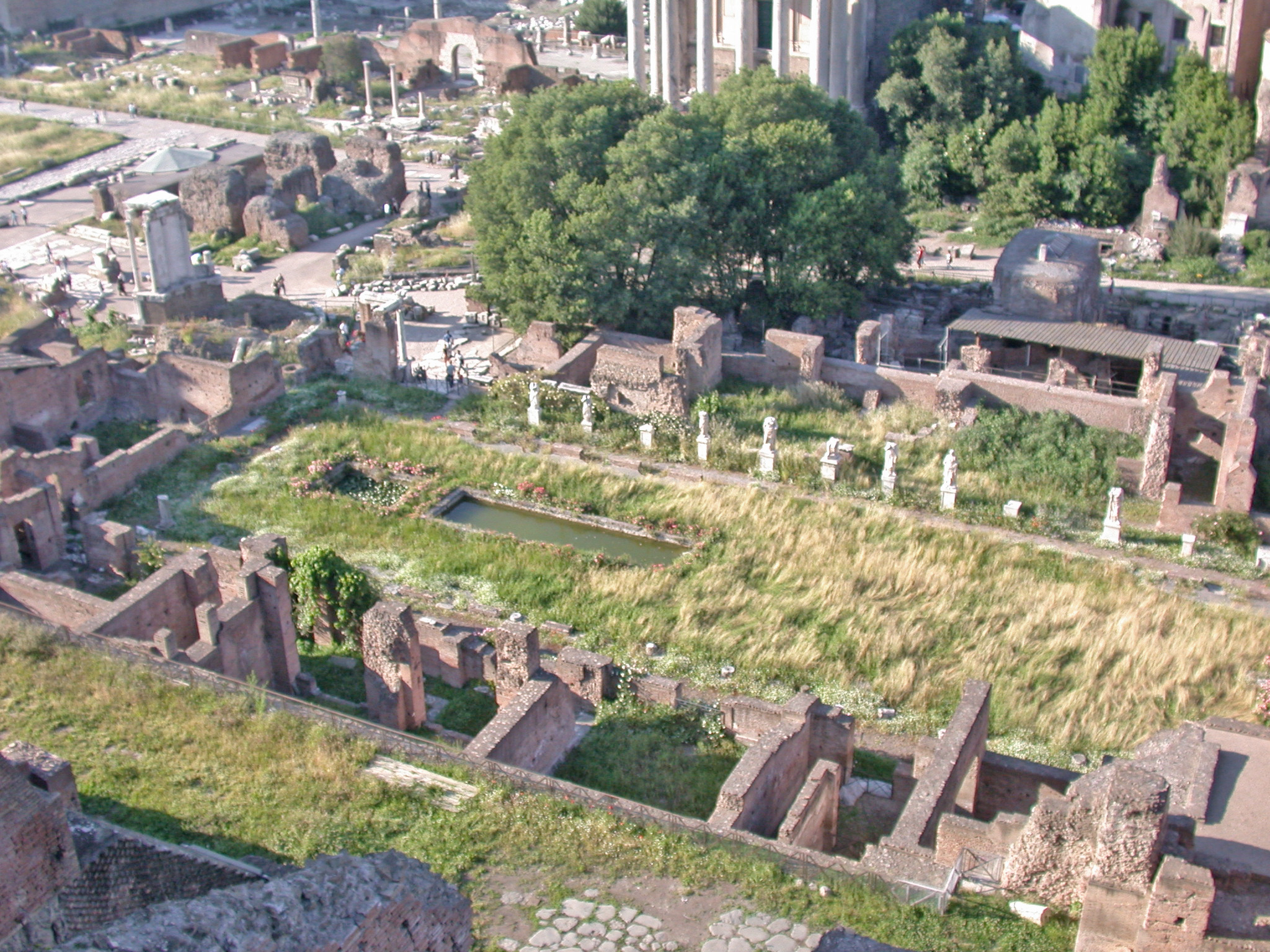
Vue des ruines de la maison des Vestales depuis le mont Palatin. On distingue, en haut à gauche, les restes du temple circulaire de Vesta. Dans la cour, les statues et les inscriptions honorant les vestales ont été replacées à la suite des fouilles archéologiques et peuvent ne pas être à leur place originelle.

Les critères de sélection des Vestales sont décrits par l’historien Aulu-Gelle, citant Antistitius Labeo, auteur d'un traité de droit pontifical, et Ateius Capiton, tous deux juristes de l'époque d'Auguste. À partir du milieu de l'époque républicaine, pour les recruter, des fillettes de 6 à 10 ans sont choisies par le pontifex maximus parmi un groupe de vingt candidates de haute naissance qui ont encore leurs deux parents. À l'origine, la jeune fille devait être patricienne, puis la fonction s'est ouverte aux plébéiennes car il devenait difficile de trouver des nobles disposés à confier leur fille pour une durée de trente ans, et enfin la fonction s’est ouverte aux filles d'affranchis,.
Les candidates doivent être sans défaut physique ni mental, et non émancipées par leur père : le passage à l’état de vestale les rend orphelines aux yeux de la loi. Elles doivent également être nées de parents libres et n'exerçant pas de professions déshonorantes (negotia sordida),,. Leurs deux parents doivent également résider en Italie ; une dispense à ce propos a toutefois été rendue possible à partir de l’an 18. Des exemptions sont également possibles, par exemple pour la sœur d'une vestale ou la fille d'un flamine. Parfois, certaines candidates admises n'ont pas exercé, comme le montre le cas des sœurs Oculutae.
La cérémonie de choix est connue sous le nom de captio (capture). Le père, c'est-à-dire son tuteur légal, présente sa fille au grand pontife. Une fois qu’une jeune fille est choisie, le pontifex maximus l'emmène loin de ses parents avec les paroles suivantes : « afin de pratiquer les rites sacrés que la règle prescrit à une vestale de célébrer, dans l'intérêt du peuple romain et des Quirites, en tant que candidate choisie selon la plus pure des lois, c'est toi qu'à ce titre je prends, Amata (« bien-aimée ? »), comme prêtresse vestale ». Dès qu’elle entre dans l'atrium Vestae, elle est au service et sous la protection de la déesse.
Les candidates au remplacement d'une prêtresse morte sont présentées à la grande vestale pour la sélection de la plus vertueuse. Les plus âgées n’ont pas à être vierges (il peut s’agir de jeunes veuves ou même de divorcées, bien que cela soit désapprouvé et considéré de mauvais augure). Tacite raconte comment Gaius Fonteius Agrippa et Domitius Pollio offrent leurs filles en l’an 19 pour pourvoir un poste vacant. Celle de Domitius Pollio est préférée uniquement parce qu’Agrippa vient de divorcer. Le pontifex maximus, en la personne de Tibère, « console » Agrippa en lui offrant une dot d'un million de sesterces.

### Service
Leur collège s'organise en trois groupes d'âges différents, sous l'autorité de la grande vierge Vestale (virgo Vestalis maxima) : les plus jeunes sont instruites par les plus anciennes pendant dix ans, celles de la classe d'âge intermédiaire entretiennent le feu civique en permanence. À l'issue de son temps de sacerdoce, la vestale peut, si elle le souhaite, revenir à la vie civile et se marier. La plupart choisissent néanmoins de continuer leur sacerdoce : Tacite mentionne une certaine Occia qui officie pendant cinquante-sept ans, jusqu'à sa mort.
Leurs tâches comprennent le maintien du feu sacré de Vesta, déesse du foyer et de la maison, la collecte de l’eau depuis une source sacrée, la préparation de la nourriture utilisée dans les rituels, telle une farine spéciale appelée mola salsa qui est saupoudrée sur les offrandes publiques à un dieu, et l'entretien des objets sacrés du sanctuaire.
Les vestales assurent aussi la garde de quelques objets sacrés, dont le Palladium, statue sacrée de Pallas Athéna apportée à Rome par Énée selon la légende.

### Statut et privilèges

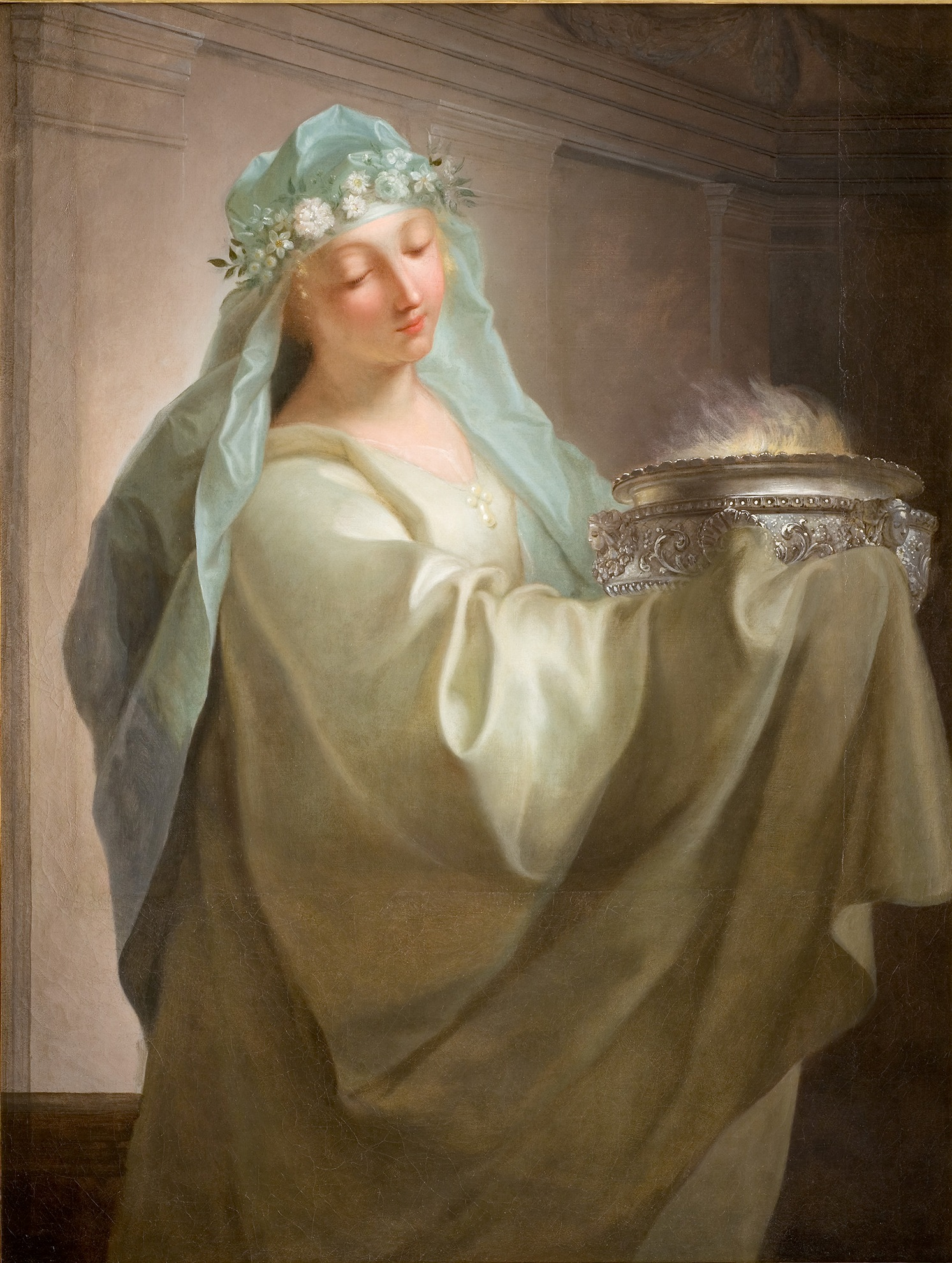
Vestale, par Jean Raoux.

Les vestales possèdent un statut juridique très particulier. Alors qu'une femme romaine est mineure toute sa vie, elles sont affranchies de l'autorité paternelle (patria potestas) et exemptées de la tutelle. Elles ont le droit de rédiger leur testament du vivant de leur père,.
Leurs privilèges sont significatifs. À une époque où la religion est riche en paysans, la présence du Collège des vierges vestales est nécessaire pour de nombreuses cérémonies publiques et où qu’elles aillent, elles sont transportées dans un carpentum, carrosse couvert à deux roues. Les vestales participent au jet rituel de mannequins de paille appelés Argei dans le Tibre le 15 mai,. Aux jeux et spectacles publics, elles ont des places d’honneur réservées. Les consuls et les préteurs leur cédaient le pas et faisaient abaisser leurs faisceaux devant elles en signe de respect,. Les vestales témoignent en justice sans prêter le serment coutumier, leur parole ne pouvant faire aucun doute. L'inviolabilité du temple de Vesta et de la personne de ses prêtresses faisait qu'on déposait entre les mains de celles-ci les testaments (tels que ceux de Jules César et de Marc Antoine) ou les documents d’État comme les traités publics qu'on voulait mettre en sûreté, et parfois même certains traités solennels. Leur personne est sacro-sainte : la mort est la peine requise pour les avoir blessées, et elles sont escortées par des licteurs pendant leurs déplacements. Lorsqu'une vestale rencontre un condamné mené au supplice, elle a le droit de demander sa grâce, à condition toutefois de jurer que la rencontre est fortuite. Même le veto d’un tribun de la plèbe, pourtant également sacro-saint, ne pouvait faire opposition aux déplacements d’une vestale. Ainsi la vestale Claudia permit à son frère à qui le Sénat refusait les honneurs du triomphe de se rendre malgré cela au Capitole : elle monta à bord du char fraternel, et on ne put les empêcher de parcourir la Via Sacra et d’atteindre le Capitole. Enfin, leurs cendres étaient inhumées à l'intérieur même du pomœrium, en dérogation aux prescriptions de la loi des Douze Tables sur les inhumations.

### Punitions et obligation de virginité

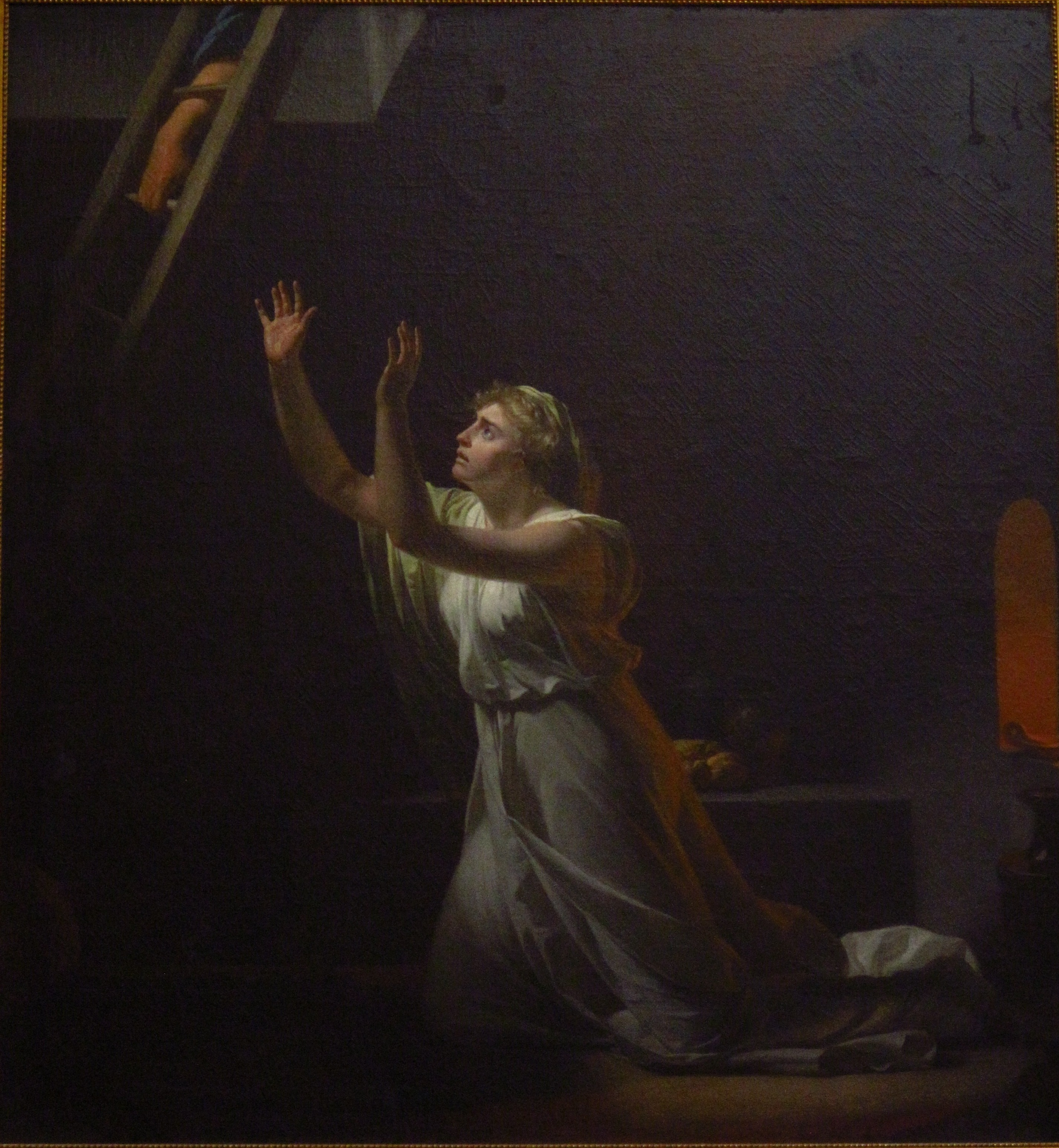
Supplice d'une vestale d'Henri-Pierre Danloux, musée du Louvre, 1790.

Laisser s'éteindre le feu sacré de Vesta, ce qui suggérait que la déesse avait retiré sa protection à Rome, est un grave manquement à leur devoir. Les vestales coupables de cette infraction étaient punies de coups ou du fouet, donnés « dans l'obscurité et à travers un rideau afin de préserver leur pudeur ».
Leur chasteté est considérée comme ayant une incidence directe sur la santé de l'État romain. Elles sont, de leur nom complet, des « vierges Vestales » (virgines Vestales), tenues à la virginité durant tout leur service. Toute relation sacrilège est qualifiée d'acte de trahison et d'« inceste » (incestus) au sens originel d’« impureté » : « in-castus », atteinte à la chasteté qui constitue un tabou.
Le crime est puni de mort : la vestale coupable est fouettée nue, puis enterrée vivante (viva defossa) et emmurée, ou condamnée au bûcher, seuls moyens de la tuer sans verser son sang, ce qui est interdit. Cependant, cette pratique contredit la loi selon laquelle nul ne peut être enterré dans la ville. Les Romains enterrent donc la coupable avec de la nourriture dans une « pièce habitable ». Son amant, quant à lui, est flagellé à mort par le grand pontife au Forum Boarium ou au Comitium, de même que les esclaves complices,.
L'enfant né éventuellement de leur union, est considéré comme impur et jeté au Tibre,. En comparaison, l'inceste ordinaire (stuprum) est précipité du haut de la roche Tarpéienne,,, relevant, à l'époque républicaine, de la compétence des comices.
Les cas d'adultères et les condamnations sont rares. En 483 av. J.-C., à la suite de présages et des conseils des devins selon qui les cérémonies religieuses sont négligées, la vestale Oppia, est déclarée coupable de fornication et punie. Tuccia est aussi accusée de fornication, mais elle en est lavée par une ordalie, transportant de l'eau dans un tamis pour prouver sa chasteté. Pendant les mille années de l'existence des vestales, il n'y a eu que dix condamnations pour manque de chasteté et ces procès ont tous eu lieu dans une période de crise politique. Les historiens suggèrent que les vestales sont utilisées alors comme des boucs émissaires. Quand survenaient des catastrophes pour la cité, on la soupçonnait. Ce fut le cas à l'occasion du sac de Rome par Brennos, de la défaite de Cannes dans la guerre contre Hannibal ou encore à la suite des troubles liés aux Gracques. L'exécution qui suivait servait à rétablir la pax deorum rompue par cette souillure. Mais Pline le Jeune est convaincu que Cornelia, enterrée vivante sous les ordres de l'empereur Domitien, est innocente ; il décrit comment elle cherche à préserver sa pudeur et sa dignité jusqu'au dernier moment.
Après avoir été fouettée (telle Urbinia en 471 av. J.-C.), elle est habillée comme une défunte et transportée en litière fermée, selon l'usage des funérailles, jusqu'au campus sceleratus, dans une chambre souterraine approvisionnée en eau et nourriture, située dans l'enceinte de la cité, près de la porte Colline, exceptionnellement à l'intérieur du pomerium. Elle y subit l'emmurement.
Le crime pouvait être découvert par dénonciation, par un comportement et une toilette jugés trop frivoles, par des événements prodigieux (prodigia) ou des épidémies (pestilentia), mais le plus souvent par l'extinction du foyer public, signe de négligence.
Exemples de vestales condamnées
Denys d'Halicarnasse prétend que les premières vestales d'Albe la Longue sont fouettées et mises à mort pour avoir enfreint leurs vœux de célibat et que leur progéniture est jetée dans la rivière. Denys raconte également l'enterrement vivant est institué par le roi Tarquin l'Ancien et inflige ce châtiment à la prêtresse Pinaria. L'historien byzantin du XIe siècle, Georges Cédrène, est la seule source affirmant qu'avant le règne de Tarquin l'Ancien, le roi Numa Pompilius avait institué la mort par lapidation pour les vestales fautives. Selon Tite-Live, Rhea Silvia, mère de Romulus et Rémus, est contrainte de devenir vestale et, quand elle devient mère elle est simplement jetée en prison, tandis que ses jumeaux Romulus et Rémus sont abandonnés dans un berceau au fil du fleuve.
Les soupçons se portent sur Minucia à cause de son amour inapproprié pour les vêtements et du témoignage d'un esclave. Elle est reconnue coupable de fornication et enterrée vivante. De même, Postumia, bien que innocente selon Tite-Live, est jugée pour manque de chasteté à cause de sa tenue immodeste. Emilia, Licinia et Martia sont exécutées après avoir été dénoncées. Rares sont les vestales acquittées.

### Obligations cultuelles

#### Tenue

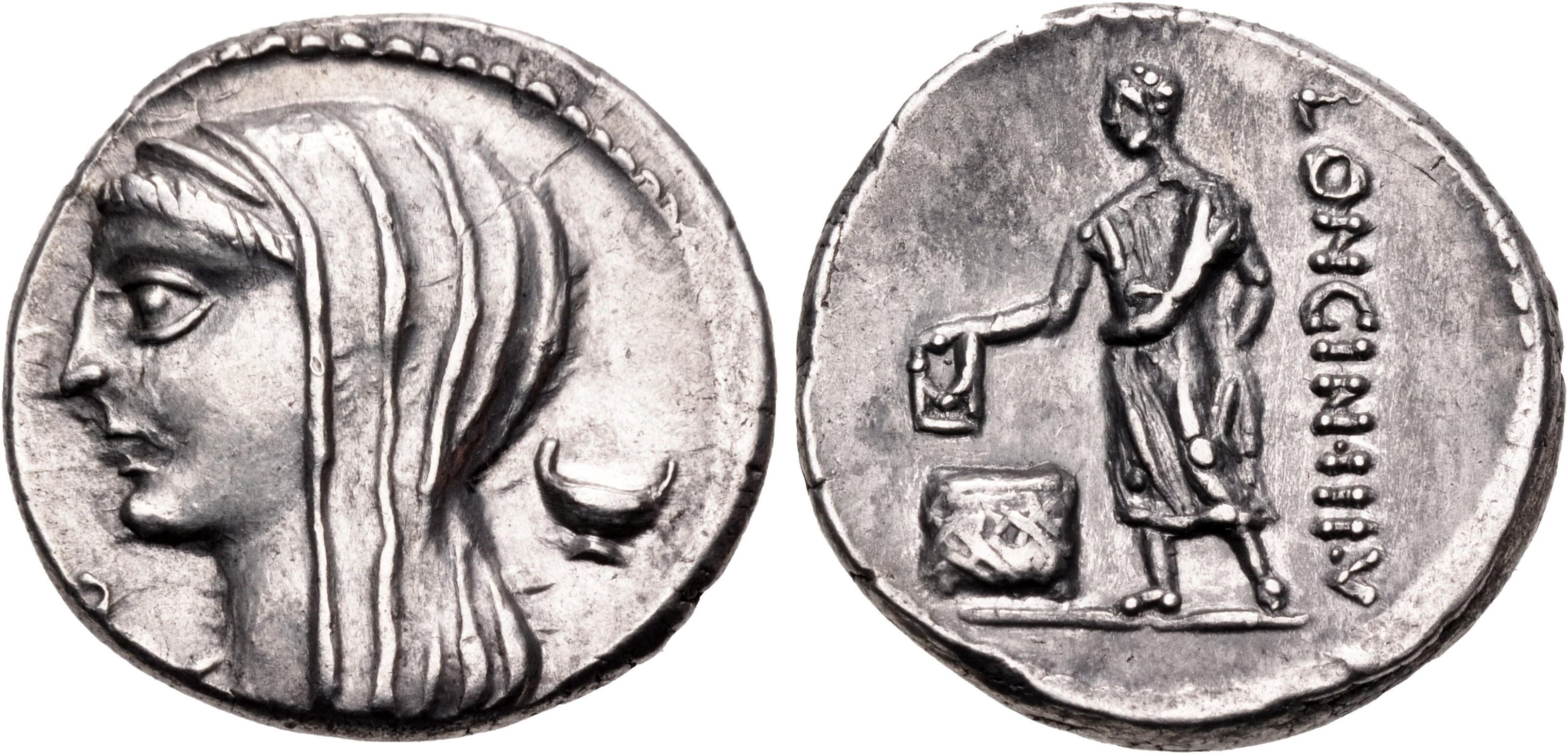
Denier romain de 63 ans av. J.-C., avec sur l'avers une vestale voilée et drapée, et sur le revers un électeur romain en train de voter.

Leur costume comprend une longue robe (stola) et des bandelettes pour retenir la chevelure (vittae), typiques des matrones romaines. Ces deux éléments appartiennent à la garde-robe traditionnelle de la matrone romaine.
Les vestales portent également un voile rouge (flammeum) et six tresses (sex crines) typiques de la coiffure d'une mariée.
Elles ont aussi une infula, un suffibulum et une palla. L'infula est un filet de laine blanc. Le suffibulum est le voile de laine blanche porté lors des rituels et des sacrifices, au-dessus de rubans de laine rouge et blanche, symbolisant l'engagement de la vestale à maintenir le feu de Vesta et à respecter son vœu de chasteté. La palla est un long châle, typique des femmes romaines. La palla et son épingle sont drapées sur l'épaule gauche.

#### Culte de Vesta

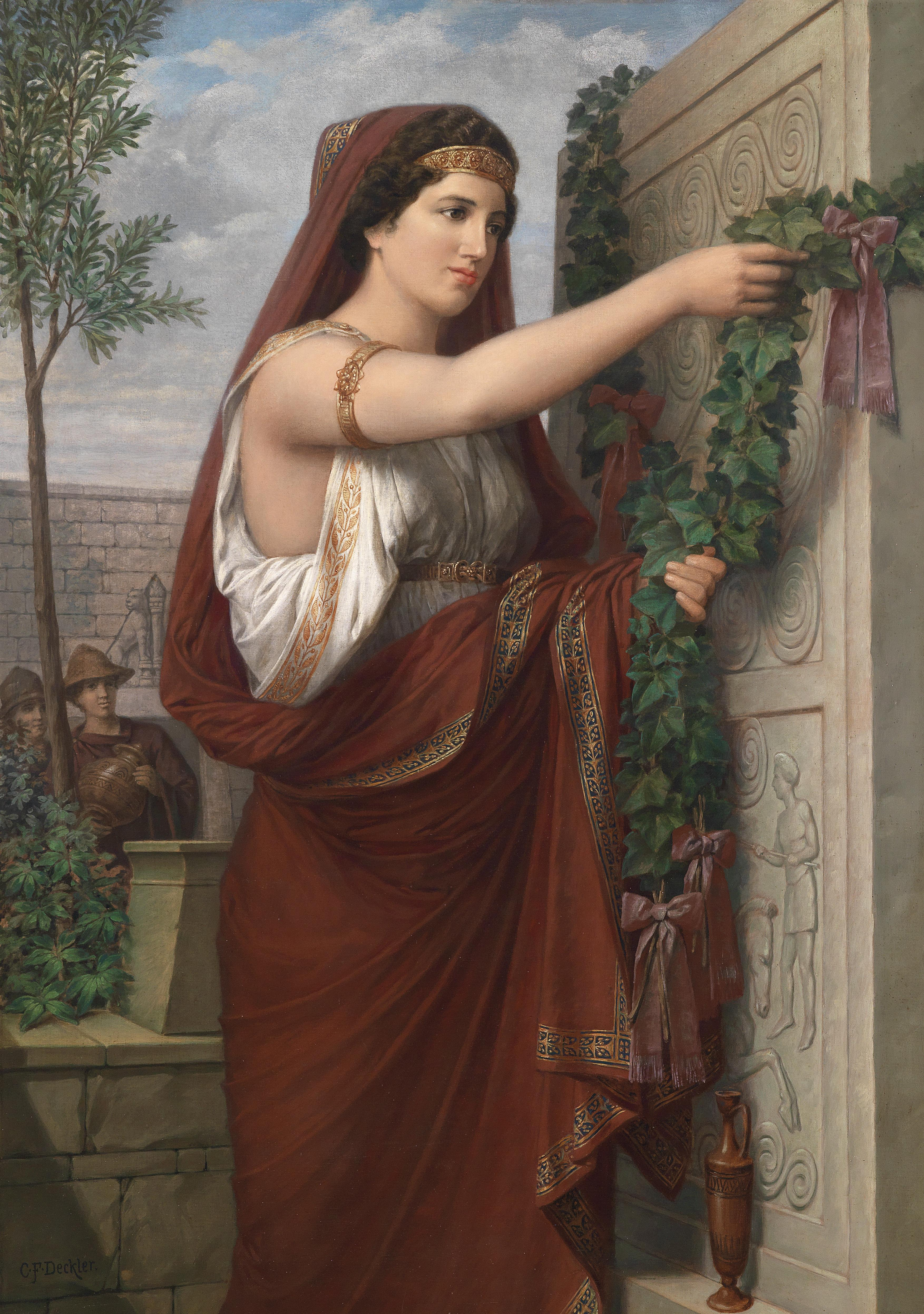
Une vestale portant une couronne de lierre (toile de Carl Friedrich Deckler).

Les vestales doivent veiller sur le feu sacré, symbole de la déesse Vesta. Une négligence de leur part, notamment l'extinction du feu, est punie par le fouet, infligé par un envoyé du grand pontife, voire ce dernier en personne. Le culte de Vesta était intimement lié aux origines de la ville de Rome. La légende indique que les frères jumeaux Romulus et Rémus sont les fils de Rhéa Silvia fille du roi d'Albe, une vestale d'Albe la Longue et du dieu Mars. Fruits d'un amour interdit, ils ont été exposés et leur mère condamnée. Selon Tite-Live, c'est le Sabin Numa Pompilius, deuxième roi de la Ville, qui transfère le culte de Vesta à Rome.
Les principales fêtes de Vesta sont les Vestalia célébrées du 7 au 15 juin. Uniquement le 7 juin, son sanctuaire est accessible aux mères de familles qui apportent des assiettes de nourriture, en temps normal seules les vestales ont accès au lieu. Les cérémonies simples sont officiées par les vestales, qui rassemblent des céréales et cuisinent des gâteaux salés pour le festival. C’est la seule fois où elles fabriquent elles-mêmes la mola salsa, car c’est la période la plus sainte pour Vesta, et ces gâteaux salés doivent être parfaits et corrects pour être utilisés lors de tous les sacrifices publics.

#### Autres cultes
Outre le culte de Vesta, les Vestales sont les auxiliaires indispensables pour d'autres activités cultuelles. Auprès du feu sacré qui représente l’âme même de la cité, sur le Palladium auquel est attachée la fortune de Rome, elles montent une garde perpétuelle dont dépend la prospérité dans la paix, le sort des armes dans la guerre, de la patrie au service de laquelle elles sont vouées par la médiation du culte de Vesta.
Des rites minutieux sont prévus pour la préparation de la mola salsa, qui est faite de deux substances d’une intégrité parfaite. Les trois vestales les plus anciennes sont chargées – un jour sur deux, dans la période allant du 7 au 14 mai – de récolter dans un champ spécial, griller et piler des épis d'amidonnier (Triticum turgidum subsp. dicoccon, une très ancienne céréale apparentée au blé) de la qualité la plus fine. Trois fois par an (aux Lupercales, aux Vestalia et aux Ides de septembre), la farine ainsi obtenue et conservée dans de petits tonneaux était additionnée d'une saumure (muries), principe purificateur par excellence, également fabriquée par des Vestales à partir de sel brut pilé au mortier puis cuit au four, puis dissous dans de l'eau puisée dans un cours d'eau. Le mélange, la farine rituelle (mola salsa) dont l'invention est censée remonter à Numa, est répandue sur la tête des animaux destinés au sacrifice et de manière générale, sur toute offrande faite aux dieux. Cette pratique a donné le français « immoler », de in-molare, « saupoudrer de mola ». Le moulin et le four destinés à ces usages ont été retrouvés dans la maison des Vestales, au Forum. L’offrande de la mola salsa est présentée trois fois l’an à la déesse.

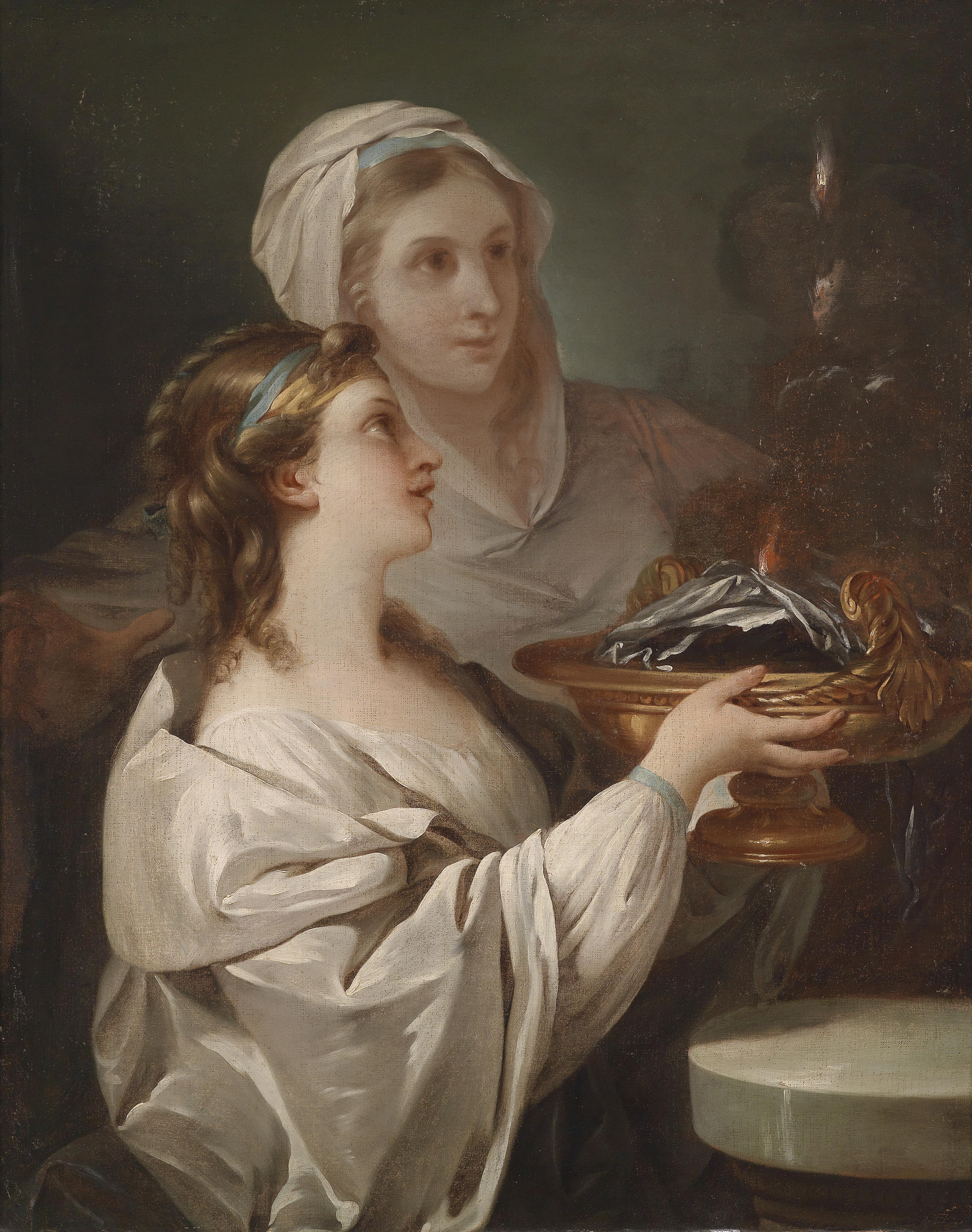
Deux vestales de Johann Baptist von Lampi.

Ce rituel revêt une importance d'autant plus grande que, depuis le traité passé entre Romains et Sabins après l'enlèvement des Sabines, les matrones romaines se voient interdire de moudre les céréales, tout comme d'apprêter les viandes. Les femmes sont donc écartées du sacrifice, à l'exception des vestales qui, elles, sont présentes dans tous, par l'intermédiaire de la mola. Un auteur[Qui ?] affirme même que les vestales prennent elles-mêmes part à des sacrifices sanglants. On sait qu'elles avaient droit à un couteau spécial, la secespita, mais on ignore s'il sert à couper autre chose que des gâteaux et des vêtements.
Les autres cérémonies du culte auxquelles les Vestales prennent part sont les Fordicidia et les Parilia en avril, la course et le sacrifice du cheval au Champ de Mars, en octobre, les Lupercales en février, la cérémonie des Argées et, naturellement, les Vestalia du 7 au 15 juin.
Aux Fordicidia, la Grande Vestale assume le rôle d’un sacrificateur en arrachant le veau des entrailles d’une vache pleine et en l’immolant ; puis le veau est brûlé et sa cendre conservée chez les vestales. Cette cendre est humectée avec le sang du cheval vainqueur de la course et sacrifié au Champ de Mars aux Ides d’octobre et que l’on conserve également dans le penus Vestae ; l’on y adjoint des tiges de paille de fèves et ce mélange sert pour les purifications des Parilia où l’on célèbre Palès, la déesse des troupeaux et des bergers, le 26 avril. À cette date, les paysans se rendent en foule au temple de Vesta et la prêtresse les asperge d’eau lustrale avec une branche de laurier. Puis, ils emportent dans leurs maisons et dans leurs champs un peu de mélange de cendres, de sang et de fèves en quoi consistent les trois substances purifiantes gardées par les vestales et ils les répandent sur des bûchers de branches dont on fait de grands feux. Les gens bondissent à grande joie par-dessus ces buissons enflammés dont la fumée passe pour communiquer une vertu lustrale et fertilisante à la terre, aux bêtes et aux gens. Ainsi, c’est toujours la même idée à laquelle la fonction des Vestales est intimement liée : la fécondité par la purification.
Les Vestales jouent également un rôle dans les Lupercales, où elles préparent, pour les Luperci, une bouillie de grains de blé, spécialement rôtis et salés pour eux, qu’ils prennent au repas sacré après leur course échevelée, du Forum au Palatin, leurs lanières de cuir flagellantes à la main. Ces rites de fécondation perdus dans la nuit des temps s’adressent à Lupercus, dieu de l’Italie ancienne, protecteur des troupeaux. Selon une autre tradition, ce culte a été institué en l’honneur de la Louve qui, sous le figuier sacré, le Ruminal, a allaité les jumeaux Rémus et Romulus. Lors de la fête des Lémuries aux ides de mai, elles jettent dans le Tibre trente mannequins d’osier, symbolisant les vieillards. Pour la cérémonie des Argées, elles jettent dans le Tibre, du haut du pont Sublicius, douze mannequins en souvenir des sacrifices humains qu’on disait avoir été abolis par Hercule.

## Liste des vestales connues
De la création de l'institution à son abolition, un nombre indéterminé de Vestales exercent cette fonction. Plusieurs sont nommées dans les textes antiques qui sont parvenus à l'époque moderne, dont treize ou quinze sont recensées comme condamnées à mort.

### Vestales légendaires
- Rhéa Silvia, d'Albe la Longue, mère mythologique des fondateurs de Rome, Romulus et Rémus. Les textes antiques donnent des versions contradictoires sur sa fin, soit condamnée, battue à mort de verges ou jetée dans le Tibre, soit épargnée[90]
- Aemilia, également d'Albe. Quand le feu sacré s'est éteint, elle a demandé l'aide de Vesta et l'a miraculeusement rallumé en jetant un morceau de son vêtement sur les braises éteintes[91].
- Pinaria, sous Tarquin l'Ancien, première vestale romaine condamnée à être enterrée vive[92],[93].

### Vestales de la période républicaine
- Pompilia, condamnée en 486 av. J.-C., et Sunia, condamnée en 470 av. J.-C., uniquement connues par la Chronique de Jérôme de Stridon[94] ;
- Oppia, selon Tite-Live, ou Opimia selon Denys d'Halicarnasse, en 483 av. J.-C., à la suite d'une série de présages et des conseils de devins selon lesquels les cérémonies religieuses ne sont pas dûment exécutées, elle est reconnue coupable d'atteinte à la chasteté[59] et enterrée vive[95],[96] ;
- Orbinia, mise à mort pour inconduite en 471 av. J.-C. ou 472 av. J.-C.[97],[98] ;
- Postumia, jugée pour inconduite en 420 av. J.-C., mais acquittée[71] ;
- Minucia, mise à mort pour inconduite en 337 av. J.-C.[70] ;
- Sextilia, mise à mort pour inconduite en 273 av. J.-C.[99] ;
- Caparronia, qui s'est suicidée en 266 av. J.-C., après avoir été accusée d'inconduite[50] ;
- Tuccia, accusée d'inconduite, vers 230 av. J.-C., mais qui prouve son innocence[100],[101] ;
- Floronia et Opimia, reconnues coupable d'inconduite en 216 av. J.-C., l'une est enterrée vivante et l'autre se suicide[102] ;
- Claudia Quinta, innocentée miraculeusement par la déesse Cybèle dont elle accueille la statue en 204 av. J.-C. ;
- Claudia Pulchra, fille d'Appius Claudius Pulcher (consul en 143 av. J.-C.), qui, pendant le triomphe de son père, marche à côté de lui pour repousser un tribun de la plèbe tentant de mettre son veto à ce triomphe[103] ;
- Licinia, vestale en 123 av. J.-C. : sa dédicace d’un autel est annulée par les pontifes car réalisée sans l’approbation du peuple romain. Elle est peut-être la vestale exécutée pour inconduite en 113 av. J.-C.[104] ;
- Aemilia, Marcia et Licinia, accusées d'actes multiples d'incestum en 114 av. J.-C.. Aemilia qui aurait incité les deux autres à suivre son exemple est condamnée sans appel et mise à mort[105]. Marcia n'est accusée que d'une infraction, et Licinia de plusieurs, sont d'abord acquittées par les pontifes, mais sont rejugées par Lucius Cassius Longinus Ravilla et condamnées à mort en 113 av. J.-C.[106],[107]. L'accusation a donné deux prophéties sibyllines pour appuyer les verdicts finaux. Les accusations sont presque certainement inventées et peuvent avoir été motivées par des considérations politiques[108],[109] ;
- Fonteia, qui sert entre 91 et 69 av. J.-C.. Elle est enregistrée comme vestale lors du procès de son frère en 69 av. J.-C. tout en commençant son service avant la mort de son père en 91 av. J.-C.[110],[111],[112] ;
- Fabia, grande vestale, admise dans l'ordre en 80 av. J.-C., demi-sœur de Terentia (première épouse de Cicéron) et épouse de Dolabella, qui épousera à son tour plus tard sa nièce Tullia Ciceronis. Elle est probablement la mère du dernier consul de ce nom[113]. En 73 av. J.-C., elle est acquittée d'une accusation d'incestum avec Lucius Sergius Catilina[114]. L'affaire est poursuivie par Cicéron ;
- Liciania, vestale entre 85 et 61 av. J.-C., aurait été courtisée par son parent, le triumvir Marcus Licinius Crassus. Cette relation a donné lieu à des rumeurs d'après Plutarque[115].
- Arruntia, Perpennia et Popillia qui assistent à l'intronisation de Lucius Cornelius Lentulus Niger comme Flamen Martialis en 69 av. J.-C. Licinia, parente de Crassus, est également présente[116].
- Occia, vestale pendant 57 ans entre 38 av. J.-C. et 19 après J.-C.[117].

### Vestales de la période impériale
- Domitia, succède à Occia en 19[118] ;
- Junia Torquata, vestale sous Tibère, sœur de Caius Junius Silanus[119];
- Vibidia, sous Claude ;
- Laelia, décédée en 62.
- Cornelia, succède à Laelia en 62.
- Rubria, violée par Néron d'après Suétone ;
- Licinia Praetextata, sous Domitien ;
- Calpurnia Praetextata, nièce de la précédente, sous Trajan ;
- Manlia Severina, décédée en 158 ;
- Numisia Maximilla, citée comme grande vestale en 201[120] ;
- Terentia Flavola, citée comme vestale en 204, grande vestale en 209-215[121].
- Julia Aquilia Severa, qui provoque un scandale en devenant l'épouse de l'empereur Héliogabale en 220 ;
- Campia Severina, citée comme grande vestale en 240[122].
- Flavia Mamilia, cité comme grande vestale en 242[123]
- Terentia Rufilla, citée comme vestale en 255, grande vestale en 300-301.
- Vettenia Sabinilla, citée comme vestale vers 270/300[124].
- Coelia Concordia, dernière vestale, active en 384.

## Maison des vestales
La maison des vestales est la résidence des prêtresses à Rome. Derrière le temple de Vesta (qui abrite le feu sacré), l'Atrium Vestae est un bâtiment de trois étages situé au pied de la colline du Palatin.

## Dans la culture
- La Vestale est le titre de plusieurs œuvres, tableaux et opéras.
- Floronia est une nouvelle qui raconte le châtiment de deux sœurs Vestales (cf. Tite-Live, 22, 57) in Scènes d'esprit et autres nouvelles de Céline Maltère (Les Deux Crânes).
- Dans le jeu Bravely Default édité par Squareenix et Nintendo, ainsi que dans le jeu Darkest Dungeon, quant à lui édité par Red Hook Studios Inc., apparaissent des Vestales.
- Le livre Titus Flaminius. Tome 1. La fontaine aux vestales de Jean-François Nahmias est un roman historique décrivant les rites et le rôle des vestales dans la Rome Antique.

Les Vestales dans la peinture
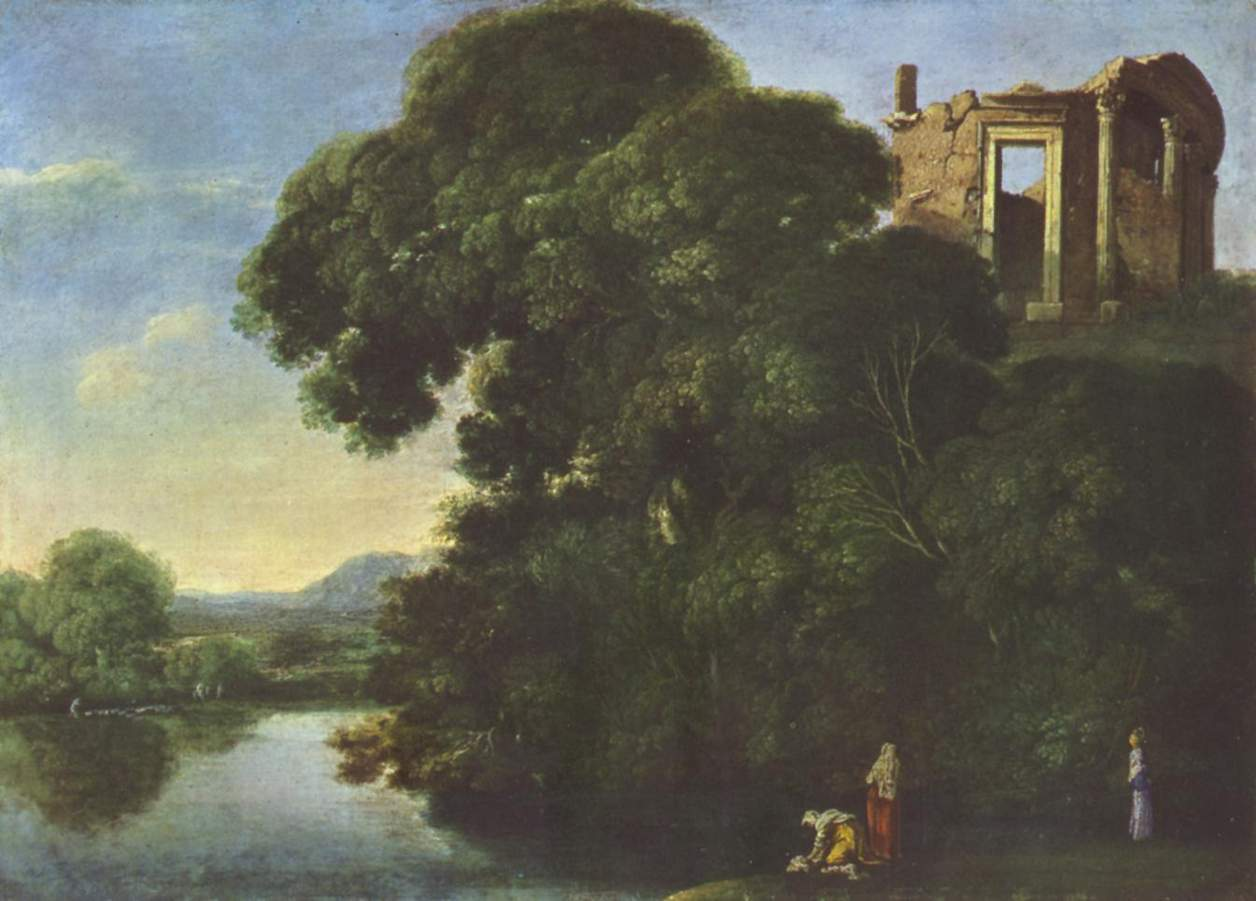
Paysage avec le temple de Vesta à Tivoli Adam Elsheimer, 1600.
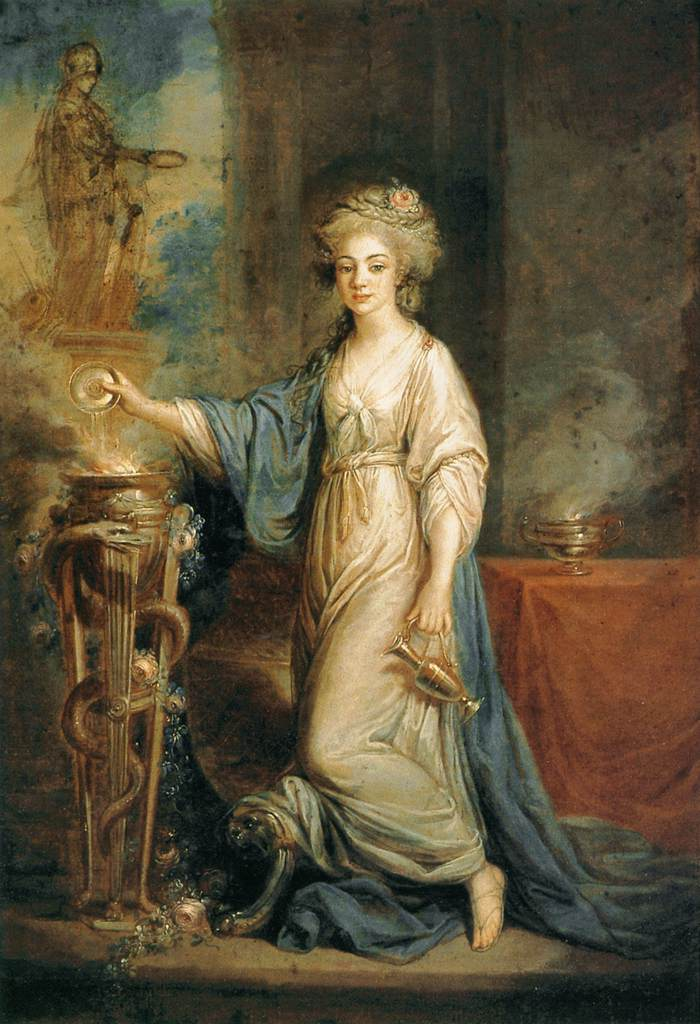
Portrait de femme en vestale, Angelica Kauffmann, après 1775, musée Thyssen-Bornemisza, Madrid[125].

#### Sources antiques
- Aulu-Gelle, Les Nuits attiques (lire sur Wikisource). .
- Cicéron, De Officiis (lire sur Wikisource). .
- Cicéron, Pro Caelio. .
- Cicéron, Pro Domo Sua (lire sur Wikisource). .
- Cicéron, Pro Marco Fonteio (lire sur Wikisource). .
- Cicéron, Tabula Heracleensis. .
- Denys d'Halicarnasse, Antiquités romaines. .
- Dion Cassius, Histoire romaine (lire sur Wikisource). .
- Festus Grammaticus, De la signification des mots (lire sur Wikisource). .
- Gaius, Loi des Douze Tables. .
- Valère Maxime, Vestal Virgin Tuccia. .
- Paul Orose, Histoires contre les païens. .
- Pline l'Ancien, Histoire naturelle (lire sur Wikisource). .
- Plutarque, Questions romaines. .
- Plutarque, Vies des hommes illustres : Vie de Marcus Crassus (lire sur Wikisource). .
- Plutarque, Vies des hommes illustres : Vie de Numa (lire sur Wikisource). .
- Prudence, Poèmes. .
- Quintilien, Institution oratoire. .
- Sénèque l'Ancien, Controverses. .
- Servius, Commentaire à l'Énéide de Virgile. .
- Servius, Commentaire aux Églogues de Virgile. .
- Suétone, Vie des douze Césars : César (lire sur Wikisource). .
- Suétone, Vie des douze Césars : Domitien (lire sur Wikisource). .
- Suétone, Vie des douze Césars : Tibère (lire sur Wikisource). .
- Tacite, Annales (lire sur Wikisource). .
- Tacite, Histoires (lire sur Wikisource). .
- Tite-Live, Histoire romaine (lire sur Wikisource). .
- Tite-Live, Periochae (lire sur Wikisource). .
- Aurelius Victor, De viris illustribus (lire sur Wikisource). .
- Zosime, Histoire nouvelle. .

#### Ouvrages
- Anastasie Catsanou, Le Statut juridique des vestales, 1981.
- Paul Dupays, Vestales, feu sacré de la résistance, chronique historique, Londres, Éditions de la critique, 1951, 176 p..
- Michel Jeanneret, Éros rebelle : littérature et dissidence à l'âge classique, Seuil, 2003, 325 p. .
- Corinne Leveleux, Les Vierges folles : l'image des vestales chez les auteurs chrétiens latins (fin IIe - début Ve siècles), Paris, 1992, 174 p..
- Claude Mossé, Jean-Marie Pailleret et Robert Sablayrolles, Vies de Plutarque, Gallimard. .
- Danielle Porte, Le prêtre à Rome : les donneurs de sacré, Paris, Les Belles Lettres, novembre 2007, 264 p. (ISBN 978-2-251-33806-4, DOI 10.14375/NP.9782251338064).
- Marie Thérèse Raepsaet-Charlier, L'origine sociale des vestales sous le Haut-Empire, Athènes, Ed. Ant. N. Sakkoulas, 1984.

##### Ouvrages en langue étrangère
- (en) Thomas Robert Shannon Broughton, The Magistrates of the Roman Republic, American Philological Association, 1952. .
- (it) Andrea Carandini (ill. Mattia Ippoliti), Il fuoco sacro di Roma : Vesta, Romolo, Enea, Rome, GLF editori Laterza, 2015, 153 p. (ISBN 978-88-581-2065-1).
- (en) Worsfold Cato, History of the Vestal Virgins of Rome. .
- (en) Paul Chrystal, Roman Women : The women who influenced the history of Rome, Fonthill Media, mai 2017, 221 p. (ISBN 978-1-78155-287-2, lire en ligne). .
- (en) Phyllis Culham et Harriet I. Flower, The Cambridge Companion to the Roman Republic, Cambridge University Press, 2014, 2e éd., 513 p. (ISBN 978-1-107-66942-0). .
- (en) M. C. Howatson, Oxford Companion to Classical Literature, Oxford University Press, 1989, 615 p. (ISBN 0-19-866121-5). .
- (en) Marjorie Lightman, A to Z of Ancient Greek and Roman Women, Infobase Publishing, 2008, 398 p. (ISBN 978-1-4381-0794-3, lire en ligne). .
- (it) Maria Cristina Martini, Le vestali : un sacerdozio funzionale al « cosmo » romano, Bruxelles, Éd. Latomus, 2004, 263 p. (ISBN 2-87031-223-7).
- (de) Nina Mekacher, Die vestalischen Jungfrauen in der römischen Kaiserzeit, Wiesbaden, L. Reichert, 2006, 272 p. (ISBN 3-89500-499-5 et 978-3-89500-499-5).
- (en) Anthon Smith, A dictionary of Greek and Roman antiquities, New-York, Harper & Brothers, 1843. .
- (en) Anthon Smith, A school dictionary of Greek and Roman antiquities, Londres, Harper, 1846. .
- (en) William Smith, A Dictionary of Greek and Roman Antiquities, Londres, John Murray – via University of Chicago, 1875. .
- (en) Sissel Undheim, Borderline virginities : sacred and secular virgins in late antiquity, Londres / New York, Routledge, Taylor & Francis group, 2018, 224 p. (ISBN 978-1-4724-8017-0, EAN 9781472480170).
- (en) Robin Lorsch Wildfang, Rome's vestal virgins : a study of Rome's vestal priestesses in the late Republic and early Empire, Londres / New York, Routledge, Taylor and Francis, 2006, 158 p. (ISBN 978-0-415-39795-7, 0-415-39795-2 et 0-415-39796-0, EAN 9780415397964). .

#### Articles
- Olivier de Cazanove, « Exesto : L'incapacité sacrificielle des femmes à Rome (à propos de Plutarque Quaest. Rom. 85) », Phoenix, vol. 41, no 2,‎ 1987, p. 159-173 (ISSN 0031-8299). .
- Charles Diehl, « Découverte à Rome de la maison des Vestales », Revue archéologique, Paris, E. Leroux, t. 3,‎ 1884, p. 82-87.
- Marcelle Heymann, « La Vestale au nom oublié », Études, t. 297,‎ avril-mai-juin 1958. .
- Claire Lovisi, « Vestale, incestus et juridiction pontificale sous la République romaine », Mélanges de l'École française de Rome, vol. 110, no 2,‎ 1998, p. 699-735 (DOI 10.3406/mefr.1998.2050).
- Nina Mekacher et Françoise Van Haeperen, « Le choix des Vestales, miroir d'une société en évolution (IIIe siècle av. J.-C.-Ier siècle apr. J.-C.) », Revue de l'histoire des religions, vol. 220, no 1,‎ 2003, p. 63-80 (ISSN 0035-1423, DOI 10.3406/rhr.2003.943). .
- Robert Turcan, « Un relief controversé de la basilique émilienne : enterrement d'une vestale ? », Comptes rendus des séances de l'Académie des Inscriptions et Belles-Lettres, 148e année, no 1,‎ 2004, p. 457-471 (lire en ligne).

##### Articles en langue étrangère
- (en) Hugh Chisholm, « Vesta », Encyclopædia Britannica, Cambridge University Press, vol. 27,‎ 1911. .
- (en) Melissa Barden Dowling, « The Curse of the Last Vestal », Archaeology Odyssey, vol. 4, no 1,‎ 2001. .
- (en) Melissa Barden Dowling, « Vestal Virgins – Chaste Keepers of the Flame », Archaeology Odyssey, vol. 4, no 1,‎ janvier-février 2001. .
- (en) Mary Beard, « The Sexual Status of Vestal Virgins », The Journal of Roman Studies, vol. 70,‎ 1980, p. 12-27 (ISSN 0075-4358, DOI 10.2307/299553, JSTOR 299553). .
- (en) Mary Beard, « Re-reading (Vestal) Virginity », Women in Antiquity: New Assessments, Londres et New-York, vol. 70,‎ 1995, p. 166-177. .
- (en) Andrew B. Gallia, « The Vestal Habit », Classical Philology, vol. 109,‎ 2014, p. 222-240 (ISSN 0009-837X, DOI 10.1086/676291). .
- (en) Inge Kroppenberg, « Law, Religion and Constitution of the Vestal Virgins », Law and Literature, vol. 22,‎ 2010. .
- (en) R. G. Lewis, « Catalina and the Vestal », The Classical Quarterly,‎ 2001, p. 141-149 (DOI 10.1093/cq/51.1.141, JSTOR 3556336). .
- (en) G. H. Noehden, « Essay, part 2 », The Classical Journal, Londres,‎ septembre 1817, p. 321-333. .
- (en) Encyclopædia Britannica, « Vestal Virgins », Encyclopædia Britannica,‎ 2003. .
- (en) Graham Land, « The Vestal Virgins: Rome’s Most Independent Women », Made From History,‎ 2015 (lire en ligne, consulté le 17 février 2018). .
- (en) Kathryn Wagner, « The Power of Virginity: The Political Position and Symbolism of Ancient Rome's Vestal Virgin », Student Theses, Papers and Projects (History),‎ 2010 (www.wou.edu/history/files/2015/08/Kathryn-Wagner1.pdf, consulté le 16 juin 2019). .

#### Chapitres
- John Scheid, « Le flamine de Jupiter, les Vestales et le général triomphant : variations romaines sur le thème de la figuration des dieux », dans J.-B. Pontalis, Le Temps de la réflexion (Paris), vol. VII, Paris, Gallimard, 1986 (ISSN 0247-3550).
- John Scheid, « D'indispensables étrangères. Les rôles religieux des femmes à Rome », dans Pauline Schmitt-Pantel, Histoire de femmes, L'Antiquité, Plon, 1990, chap. 8, p. 410-412. .

##### Chapitre en langue étrangère
- (it) Maria Elisa Garcia Barraco et Ilaria Soda, « Virgines vestales : il sacerdozio delle vestali romane : origine, costituzione e ordinamento », dans Giulio Giannelli, Antichità romane - Roma : Arbor sapientiae, Rome, Arbor Sapientiae, 2017, 264 p. (ISBN 978-88-97805-12-6 (édité erroné)).